# Ademar de Barros Filho
Adhemar de Barros Filho (São Paulo, 18 de junio de 1929-São Paulo, 9 de febrero de 2014) fue un empresario y político brasileño.

## Biografía
Nacido en São Paulo el 18 de junio de 1929, era descendiente de una familia de la oligarquía paulista. Fue uno de los cuatro hijos del político Ademar de Barros y primo de Reynaldo de Barros. Estudió en el Colegio Dante Alighieri y se graduó en Química por la Universidad de São Paulo.
Como empresario, regentó las empresas de la familia, entre ellas la compañía Lacta, hasta su venta en 1996.

## Trayectoria política
En las elecciones generales de Brasil en 1966 disputó su primer escaño, resultando elegido diputado federal por el estado de São Paulo, por el MDB. Sería reelegido al mismo cargo sucesivamente en 1970, 1974 y 1978, pero integrado ya en la oficialista Alianza Renovadora Nacional (ARENA).
En las elecciones de 1982 concurrió al cargo de senador, ya afiliado al PDS, obteniendo solo la tercera mayor votación. Sin embargo en las elecciones de 1986 retornaría la Cámara de los Diputados para ser constituyente, esta vez con los colores del PDT. Conquistaría un último mandato en las elecciones de 1994.
Ayudó a crear el Partido Republicano Progresista pero dejó la sigla en 1995, después de una tentativa de fusión con el Partido Progresista Renovador y PPB. Se adhirió a este último, actualmente Partido Progresista.